# Suore orsoline di San Girolamo
Le Suore Orsoline di San Girolamo sono un istituto religioso femminile di diritto pontificio: i membri di questa congregazione, dette Orsoline Gerolimiane o di Somasca, pospongono al loro nome la sigla S.O.S.

## Storia
La congregazione trae origine da una libera scuola privata fondata a Somasca da Caterina Cittadini (1801-1857), già maestra elementare presso le scuole pubbliche, con l'aiuto di sua sorella Giuditta: all'istituto delle Cittadini vennero presto affiancati un educandato e un orfanotrofio.
Dopo la morte di Giuditta (1840), nel 1844 Caterina pensò di affidare la gestione della sua opera a una nuova comunità di suore: il nuovo istituto venne intitolato a san Girolamo Emiliani sia per la particolare devozione che la Cittadini aveva per il santo, che per il fatto che Pier Franco Caucini, che aiutò Caterina a redigere le costituzioni, era religioso dell'ordine dei Chierici Regolari di Somasca, fondato dall'Emiliani. La nuova congregazione non ebbe, però, mai nessun vincolo giuridico con i Somaschi: il 30 ottobre del 1932 l'istituto venne, anzi, aggregato all'Ordine dei Frati Minori.
Le Orsoline di Somasca vennero approvate il 14 dicembre 1857 dal vescovo di Bergamo Pietro Luigi Speranza. Nel 1882 aprirono la loro prima casa fuori Somasca e nel 1964 fondarono le loro prime sedi all'estero (India e Bolivia). La congregazione ottenne il decreto di lode da papa Benedetto XV il 5 agosto 1917 e le sue costituzioni vennero definitivamente approvate dalla Santa Sede il 4 giugno 1835.
La fondatrice è stata beatificata nel 2001.

## Attività e diffusione
Le Orsoline Gerolimiane si dedicano prevalentemente all'istruzione ed educazione cristiana della gioventù.
La congregazione, oltre che in Italia, è presente in Belgio, in Svizzera, in Asia (Filippine, India, Indonesia) e America meridionale (Bolivia, Brasile). La sede generalizia è a Bergamo.
Al 31 dicembre 2005 l'istituto contava 353 religiose in 59 case.